# صموئيل فيرغسون (سياسي)
صموئيل فيرغسون (بالإنجليزية: Homer S. Ferguson)‏ (و. 1889 – 1982 م) هو سياسي، ومحامي، وقاضي، ودبلوماسي، ومدرس أمريكي، كان عضوًا في الحزب الجمهوري، توفي في غروس بوينت، عن عمر يناهز 93 عاماً.

## مناصب
تولى منصب قائمة سفراء الولايات المتحدة لدى الفلبين (12 أبريل 1955–23 مارس 1956)
- United States Senate Republican Policy Committee [الإنجليزية]‏ (4 أغسطس 1953–3 يناير 1955)
- عضو مجلس الشيوخ الأمريكي  [لغات أخرى]‏ (3 يناير 1943–3 يناير 1955)
- سفير
- قاضي محكمة الاستئناف الأمريكية للدائرة الاتحادية ‏

.

## التعليم
تعلم في جامعة ميشيغان (حتى 1913)، وتعلم في جامعة بيتسبرغ، وتعلم في مدرسة ابتدائية
.

## روابط خارجية
- صموئيل فيرغسون على موقع مونزينجر (الألمانية)
- صموئيل فيرغسون على موقع إن إن دي بي (الإنجليزية)